# 馬中騆
馬中騆（？—？），字天貽，直隸河間府景州東光縣民籍，山西澤州直隸州陵川縣人，明朝政治人物。

## 生平
萬曆四十年（1612年）壬子科順天鄉試舉人，四十一年（1613年）癸丑科進士。授城固縣知縣。

## 家族
东光以马氏为甲族，自明嘉靖以来，一支之中，登进士者凡九，亦云盛矣。始祖马十六，先世山西泽州陵川县籍，明永乐二年迁近省民实畿辅，公奉慈帷至东光城南十里立庄家焉，入籍永寿屯二甲。
祖父马允众；父马攀龙。
從叔祖马允登，马汝松三子，字叔先，号瀛浒，隆庆五年进士。
從弟馬中驦，马允众孙，马曰龙子，字御风，顺治十五年进士，任大名府教授，升山东昌邑县知县。